# Plectris centralis
Plectris centralis är en skalbaggsart som beskrevs av Bruch 1909. Plectris centralis ingår i släktet Plectris och familjen Melolonthidae. Inga underarter finns listade i Catalogue of Life.